# كيني فان هوفلين
كيني فان هوفلين (24 يونيو 1983 بميشيلين في بلجيكا - ) هو لاعب كرة قدم بلجيكي في مركز الدفاع. لعب مع آر كي سي فالفيك وآود هيفرلي لوفين وكيه في ميخيلين ونادي فيسترلو.

## روابط خارجية
- كيني فان هوفلين على موقع قاعدة بيانات كرة القدم.إي يو (الإنجليزية)
- كيني فان هوفلين على موقع Soccerway.com (الإنجليزية)